# 平野 (江東區)
平野（日语：／ Hirano */?）是東京都江東區的町名。郵遞區號為135-0023。

## 地理
東京都江東區西北部，屬深川地域內。北鄰白河，東接千石，南連深川、冬木及木場，西通清澄。町域東邊有大橫川，南邊有仙台堀川，東部有廣大的木場公園。町域西側起為平野一丁目、二丁目、三丁目，東端為平野四丁目。一、二丁目有許多日蓮宗的寺院。

### 河川
- 大橫川
- 仙台堀川

## 歷史
元祿14年（1701年），江戶幕府進行填海，建置町屋。

### 地名由來
來自江戶時代的名主平野甚四郎長久的姓。

## 交通

### 鐵路
西邊的清澄通地下有東京地下鐵半藏門線通過，未設站。東京地下鐵半藏門線、都營地下鐵大江戶線清澄白河站及東京地下鐵東西線、半藏門線門前仲町站為最近站。

### 巴士
清澄通設有「平野一丁目」巴士站。
東京都交通局
- 門33系統：往龜戶站，往豐海水產埠頭

### 道路、橋梁
道路
- 都道
  - 東京都道463號上野月島線（清澄通） - 町域西邊。
  - 東京都道319號環状三號線（三目通）- 町域東部、木場公園西側。

橋梁
- 大橫川
  - 福壽橋
  - 大榮橋
- 仙台堀川
  - 海邊橋
  - 木更木橋
  - 龜久橋
  - 末廣橋
  - 木場公園大橋
  - 崎川橋

## 設施
- 深川北運動中心 - 公益財團法人江東區健康運動公社營運[3]。
- 江東區平野兒童館
- 江東區立深川第六中學校
- 月影幼稚園
- 中華人民共和國大使館教育處
  - 中華人民共和國大使館教育處別館
- 木場公園
- 淨心寺 - 日蓮宗的寺院。山號法苑山。江戶十祖師之一。寺內有矢部定謙墓所。萬治元年（1658年）創建。
  - 和合稻荷 - 淨心寺內。
- 圓珠院 -  - 日蓮宗的寺院。淨心寺的塔頭。以「深川的大黑天」聞名。傳聞是享保年間建立。
- 本立院 - 日蓮宗的寺院。山號妙榮山。寶永年間創建。間宮林藏墓所所在地。
- 玉泉院 - 日蓮宗的寺院。山號長晶山。明曆年間創建。
- 宣明院 - 日蓮宗的寺院。延享2年（1745年）創建。
- 善應院 - 日蓮宗的寺院。山號妙龍山。貞享2年（1685年）創建。

## 備註
1. ↑  江東区の世帯と人口（住民基本台帳による） 区民部区民課 平成25年8月1日現在[永久]
2. 1 2  江東區の地名由来-江東區地域振興部文化観光課文化財係 的存檔，存档日期2013-07-19.，2012年5月31日閲覧。
3. ↑  深川北スポーツセンター （页面存档备份，存于），2012年5月31日閲覧。

## 外部連結
- 江東區官方網站 （页面存档备份，存于）